# مخزن سد رپینا
مخزن سد رپینا (استونیایی: Räpina paisjärv) یک مخزن سد روی رود ووهاندو با ۱۹٫۳ هکتار مساحت در شهرستان پولوا، استونی است.

## نگارخانه

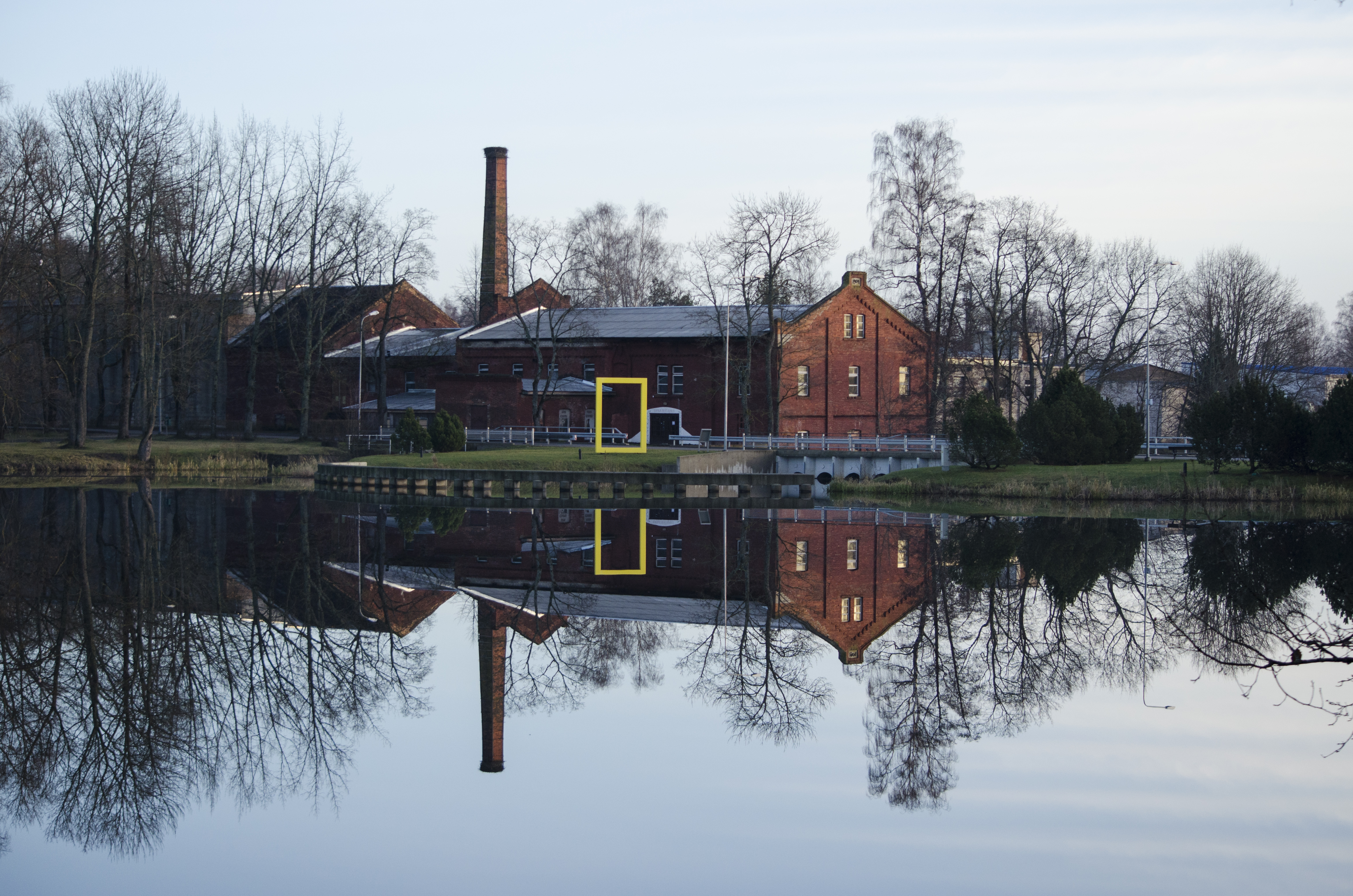
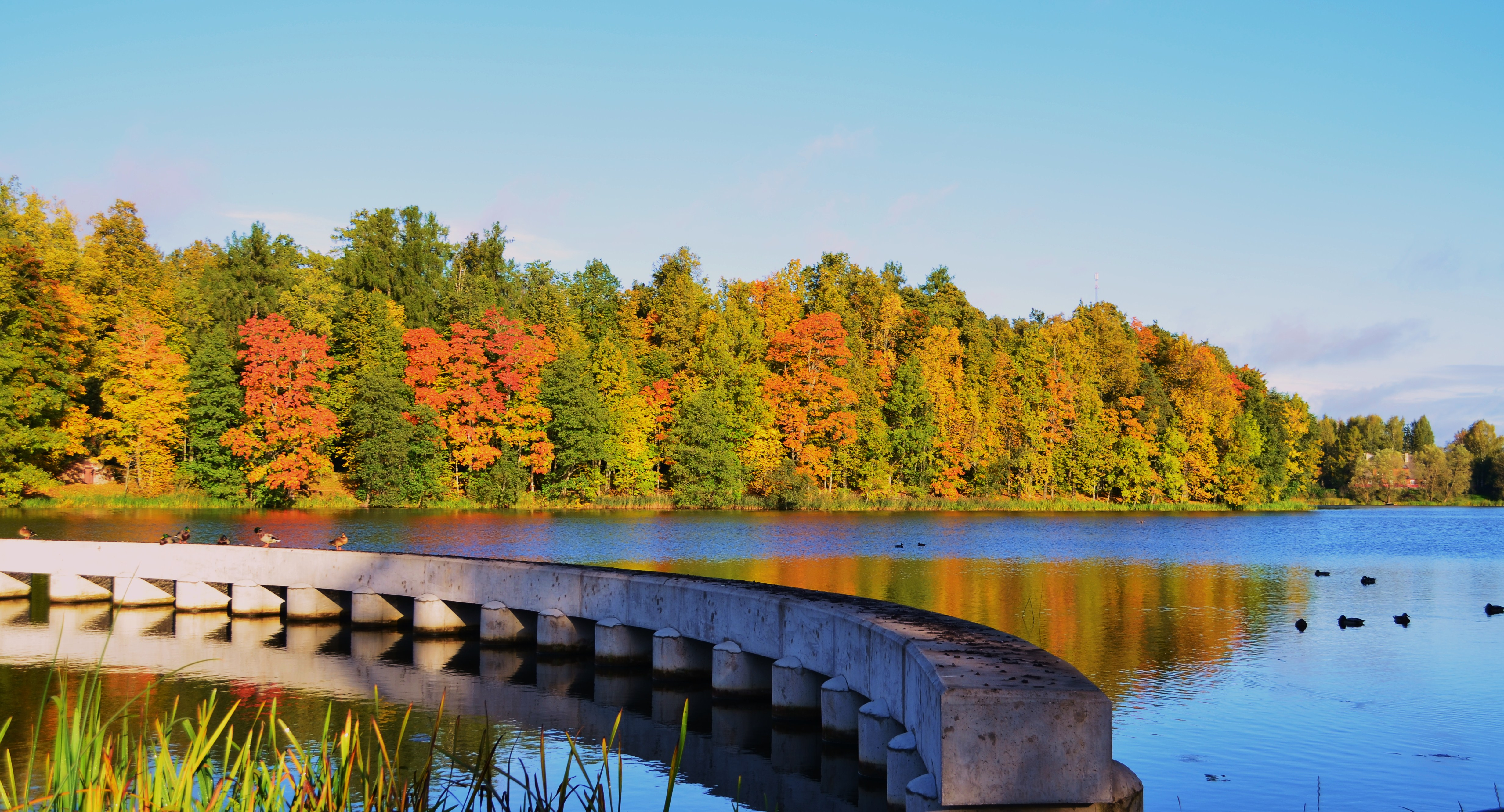
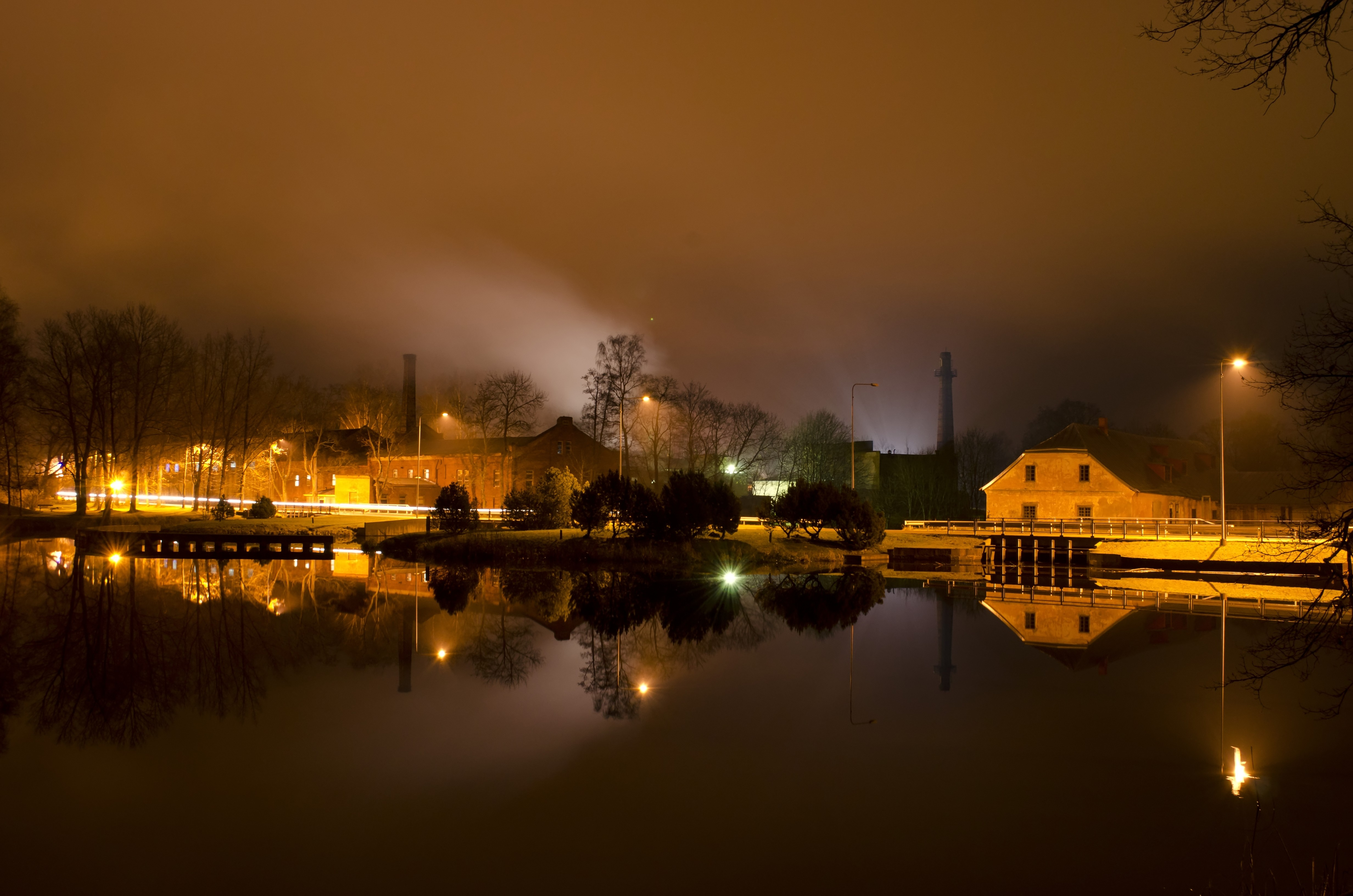